# دوغلاس روجرز
دوغلاس روجرز (بالإنجليزية: Douglas Rogers)‏ هو صحفي زيمبابوي، ولد في 11 نوفمبر 1968 في موتاري في زيمبابوي.

## وصلات خارجية
- الموقع الرسمي